# Седмопоясен броненосец
Седмопоясен броненосец (Dasypus septemcinctus) е вид бозайник от семейство Броненосцови (Dasypodidae).

## Разпространение
Видът е разпространен в Боливия, Бразилия (Алагоас, Баия, Гояс, Еспирито Санто, Мараняо, Мато Гросо, Мато Гросо до Сул, Минас Жерайс, Пара, Парана, Пернамбуко, Пиауи, Рио Гранди до Сул, Рио де Жанейро, Санта Катарина, Сао Пауло, Сеара, Сержипи и Токантинс) и Парагвай.